# A Flash Flood of Colour
| Recensione        | Giudizio |
| ----------------- | -------- |
| AbsolutePunk      |          |
| AllMusic          |          |
| Alternative Press |          |
| CraveOnline       |          |
| Drowned in Sound  |          |
| The Fly           |          |
| Kerrang!          |          |
| Kill Hipster      |          |
| NME               |          |
| Rock Sound        |          |

A Flash Flood of Colour è il terzo album in studio del gruppo musicale britannico Enter Shikari, pubblicato nel gennaio 2012.
È stato proclamato miglior album indipendente dell'anno agli AIM Awards 2012 ed eletto secondo album dell'anno da Kerrang! Radio. Tema principale dell'album è la denuncia della corruzione politica, i cambiamenti climatici, la guerra in Israele e la grande recessione. La copertina dell'album raffigura un triangolo rovesciato, a simboleggiare un'inversione della stratificazione sociale, simbolo che in seguito il gruppo adotterà per tutte le successive produzioni.

## Descrizione
Il terzo album di inediti degli Enter Shikari è stato registrato, con il produttore ed ex chitarrista degli SikTh Dan Weller (già produttore dei singoli stand-alone Destabilise e Quelle Surprise e tecnico per le chitarre in Common Dreads), presso due differenti studi di registrazione, a Londra e in Thailandia. Inizialmente sistematisi nello studio di Weller sito nella Old Street di Londra, quando quest'ultimo disse al gruppo che un suo amico possedeva uno studio discografico in Thailandia, a un'ora e mezza da Bangkok, gli Enter Shikari decidono che A Flash Flood of Colour sarebbe stato registrato proprio lì. Le registrazioni durarono per circa un mese; venne prima registrata la musica e, solo successivamente, le parti vocali. Il missaggio del disco avvenne a Vancouver, in Canada.
Della registrazione e della produzione del disco è stato realizzato un documentario intitolato Phenakistiscope, pubblicato nell'edizione limitata dell'album e su YouTube.
Il genere dell'album è un mix, come i precedenti dischi degli Enter Shikari, di post-hardcore, metal (soprattutto alternative metal), rock e musica elettronica (specialmente dubstep e drum and bass), con influenze post-rock, industrial, grime e hip hop. Il tema principale dei brani è la protesta in un'ottica progressista contro le azioni del governo e delle multinazionali che hanno influenzato negativamente l'economia mondiale e il mutamento climatico, con occasionali riferimenti alla grande recessione e alla situazione politica in Israele.
Il 10 dicembre 2012 è stato ripubblicato in una "Redux Edition" di 41 tracce contenente, oltre all'album originale, i singoli Quelle Surprise e Destabilise, alcune tracce dal vivo dei concerti della band all'Electric Ballroom e all'Hammersmith Apollo di Londra, e numerosi remix.

## Accoglienza

### Giudizio della critica
L'album ha ricevuto numerose recensioni positive, per lo più grazie al profondo contenuto dei testi che lo compongono. Drew Beringer di AbsolutePunk in particolare lo ha lodato per avere un «più grande obiettivo che semplicemente far ballare ragazzini con i loro breakdown, focalizzandosi nel porre sostanza in ogni singola traccia, sperando di ispirare questa generazione, in tutto il mondo, ad alzarsi ed essere un cambiamento in questo sistema non più funzionante». Ryan Bird di Rocksound, votando il disco con 9 punti su 10, loda il gruppo per la sua evoluzione emozionale e culturale.
Jon O'Brien di AllMusic, con 3 stelle su 5, giudica l'album come un «ascolto impegnativo e spesso stancante», ma definisce il suo significato come un'ispirazione per tutte le altre band rock britanniche.

### Successo commerciale
L'album ha raggiunto la prima posizione nella classifica britannica a metà della sua prima settimana di vendita, per poi risultare quarto all'uscita della classifica, con oltre 19 000 copie vendute solo nel Regno Unito. Nel 2015 è arrivato a vendere oltre 60 000 copie, ottenendo la certificazione di disco d'argento. Negli Stati Uniti debutta invece alla posizione numero 67 della Billboard 200, vendendo oltre 6 000 copie.

## Tracce
Testi di Rou Reynolds, musiche degli Enter Shikari.
1. System... – 1:57
2. ...Meltdown – 3:24
3. Sssnakepit – 3:26
4. Search Party – 4:06
5. Arguing with Thermometers – 3:22
6. Stalemate – 4:18
7. Gandhi Mate, Gandhi – 4:26
8. Warm Smiles Do Not Make You Welcome Here – 4:36
9. Pack of Thieves – 3:58
10. Hello Tyrannosaurus, Meet Tyrannicide – 3:44
11. Constellations – 4:59

Tracce bonus nell'edizione giapponese
1. Quelle Surprise – 4:35
2. Destabilise – 4:31
3. Quelle Surprise (Rout Remix) – 5:19

Tracce bonus nell'edizione deluxe britannica e irlandese
1. Intro/Destabilise (Live from the Electric Ballroom) – 6:17
2. Sssnakepit (Live from the Electric Ballroom) – 3:33
3. Quelle Surprise (Live from the Electric Ballroom) – 7:23
4. OK, Time for Plan B (Live from the Electric Ballroom) – 5:11

Tracce bonus nell'edizione deluxe statunitense
1. Sssnakepit (Hamilton Remix) – 4:52
2. Sssnakepit (Serial Killaz Remix) – 5:31
3. Quelle Surprise (Music Video) – 4:34

Tracce bonus dell'edizione Redux
1. Quelle Surprise – 4:34
2. Destabilise – 4:31
3. Intro/Destabilise (Live from the Electric Ballroom) – 6:16
4. Sssnakepit (Live from the Electric Ballroom) – 3:31
5. Quelle Surprise (Live from the Electric Ballroom) – 7:13
6. Ok, Time for Plan B (Live from the Electric Ballroom) – 5:10
7. System/Meltdown (Live from the Hammersmith Apollo) – 7:07
8. The Feast (Live from the Hammersmith Apollo) – 4:17
9. Gandhi Mate, Gandhi (Live from the Hammersmith Apollo) – 5:11
10. Quelle Surprise (Live from the Hammersmith Apollo) – 7:03
11. Hello Tyrannosaurus, Meet Tyrannicide (Live from the Hammersmith Apollo) – 5:48
12. Stalemate (Live from the Hammersmith Apollo) – 4:49
13. Enter Shikari (Live from the Hammersmith Apollo) – 6:14
14. Return to Energiser (Live from the Hammersmith Apollo) – 8:38
15. Sssnakepit (Live from the Hammersmith Apollo) – 5:52
16. Destabilise (Rout Remix) – 5:28
17. Quelle Surprise (Rout Remix) – 5:19
18. Sssnakepit (Hamilton Remix) – 4:51
19. Sssnakepit (Serial Killaz Remix) – 5:30
20. Sssnakepit (Rout Remix) – 4:31
21. Arguing with Thermometers (Calvertron Remix) – 4:01
22. Arguing with Thermometers (Goth-Trad Remix) – 5:05
23. Arguing with Thermometers (Taz Buckfaster Remix) – 4:49
24. Warm Smiles Do Not Make You Welcome Here (Mosquito Remix) – 4:49
25. Warm Smiles Do Not Make You Welcome Here (Tek-One Remix) – 3:46
26. Warm Smiles Do Not Make You Welcome Here (Azura Dub) – 4:03
27. Warm Smiles Do Not Make You Welcome Here (Tyler Mae Remix) – 6:48
28. Warm Smiles Do Not Make You Welcome Here (Alex Light Remix) – 3:41
29. Pack of Thieves (Rory C Mix) – 6:56
30. Pack of Thieves (Sgt. Rolfy's Bell End Remix) – 4:57

DVD bonus dell'edizione limitata
1. Phenakistiscope (Documentary)
2. Bonus Features (Live & Promo Videos)

## Formazione
Enter Shikari
- Rou Reynolds – voce, chitarra acustica, pianoforte, tastiera, programmazione, sintetizzatore, celesta, arrangiamenti orchestrali
- Rory Clewlow – chitarra, voce secondaria
- Chris Batten – basso, voce secondaria
- Rob Rolfe – batteria, percussioni, cori

Cori aggiuntivi
- Adam Cooper
- Danny Price
- Ian Drayner
- James Aslett
- Richard Moore
- Tom Warner
- Tom Willson

Produzione
- Dan Weller – produzione
- Enter Shikari – produzione
- Tim Morris – ingegneria
- Mike Fraser – missaggio
- Dick Beetham – mastering
- Joby Barnard – layout
- Paul Blundell – fotografia

## Classifiche
| Classifica (2012)          | Posizione massima |
| -------------------------- | ----------------- |
| Australia                  | 32                |
| Austria                    | 35                |
| Belgio (Fiandre)           | 74                |
| Germania                   | 23                |
| Giappone                   | 81                |
| Irlanda                    | 67                |
| Paesi Bassi                | 74                |
| Regno Unito                | 4                 |
| Regno Unito (independent)  | 2                 |
| Regno Unito (rock & metal) | 1                 |
| Stati Uniti                | 67                |
| Stati Uniti (hard rock)    | 5                 |
| Stati Uniti (independent)  | 8                 |
| Stati Uniti (rock)         | 19                |

## Date di pubblicazione
| Paese        | Data            | Etichetta             |
| ------------ | --------------- | --------------------- |
| Australia    | 9 gennaio 2012  | Liberator Music       |
| Regno Unito  | 16 gennaio 2015 | Ambush Reality        |
| Europa       | 16 gennaio 2015 | PIAS Recordings       |
| Nord America | 16 gennaio 2015 | Hopeless Records      |
| Giappone     | 18 gennaio 2015 | Hostess Entertainment |